# Kylie Minogue (album)
Kylie Minogue er det femte studiealbum af den australske sangeren Kylie Minogue, som første gang blev udgivet den 19. september 1994. Albummet blev først udgivet af Deconstruction Records/BMG over store dele af verden, og udgivet af Mushroom Records i Australien og New Zealand.

## Udgivelse
Albummet blev Kylie Minogues første udgivelse uden producenter Stock, Aitken og Waterman. Ifølge en af albummets sangskrivere og producenter, har albummet solgt 2 millioner eksemplarer på verdensplan, mens den officielle hjemmeside siger, har albummet solgt 500.000 eksemplarer på verdensplan.
Kylie Minogue nåede nummer tre i hendes hjemland Australien og blev certificeret platin. Albummet nåede nummer 39 i Sverige.

## Singler
"Confide in Me" var den første single fra albummet, og var en af Minogues mest succesfulde udgivelser. Sangen nåede førstepladsen i fire uger i Australien og nåede andenpladsen i Storbritannien.
Den anden single "Put Yourself in My Place" nåede nummer elleve i både Australien og Storbritannien. Sangen bød på en populær musikvideo, hvor Minogue genskabt en sekvens fra Jane Fonda-filmen Barbarella (1968), hvor hun udfører en langsom striptease.
"Where Is the Feeling?" blev den tredje single fra albummet. Sangen nåede nummer 16 i Storbritannien og nummer 31 i Australien.
"Time Will Pass You By" var planlagt til at være den sidste single fra albummet. I stedet for denne sang var duetten "Where the Wild Roses Grow" med Nick Cave.

## Sporliste
| #   | Titel                      | Sangskriver(e)                                 | Producer(e)                          | Længde |
| --- | -------------------------- | ---------------------------------------------- | ------------------------------------ | ------ |
| 1.  | "Confide in Me"            | Steve Anderson, Dave Seaman, Owain Barton      | Brothers in Rhythm                   | 5:51   |
| 2.  | "Surrender"                | Gerry DeVeaux, Charlie Mole                    | Gerry DeVeaux, John Waddle, Tim Bran | 4:25   |
| 3.  | "If I Was Your Lover"      | Jimmy Harry                                    | Jimmy Harry                          | 4:45   |
| 4.  | "Where Is the Feeling?"    | Wilf Smarties, Jayn Hanna                      | Brothers in Rhythm                   | 6:58   |
| 5.  | "Put Yourself in My Place" | Jimmy Harry                                    | Jimmy Harry                          | 4:54   |
| 6.  | "Dangerous Game"           | Steve Anderson, Dave Seaman                    | Brothers in Rhythm                   | 5:30   |
| 7.  | "Automatic Love"           | Kylie Minogue, Inga Humpe, The Rapino Brothers | Brothers in Rhythm                   | 4:45   |
| 8.  | "Where Has the Love Gone?" | Alex Palmer, Julie Stapleton                   | Pete Heller, Terry Farley            | 7:46   |
| 9.  | "Falling"                  | Neil Tennant, Chris Lowe                       | Pete Heller, Terry Farley            | 6:43   |
| 10. | "Time Will Pass You By"    | Dino Fekaris, Nick Zesses, John Rhys           | M People                             | 5:26   |

## Musikere
- Kylie Minogue – vokal
- Greg Bone – guitar
- Steve Anderson – klaver, producer
- Pete Heller – producent, lydtekniker
- M People – producent
- Dave Seaman – producent

## Hitlister
| Hitliste (1994)                  | Placering |
| -------------------------------- | --------- |
| Australien (ARIA Charts)         | 3         |
| Tyskland (Media Control Charts)  | 78        |
| Japan (Oricon)                   | 54        |
| Sverige (Sverigetopplistan)      | 39        |
| Schweiz (Schweizer Hitparade)    | 33        |
| Storbritannien (UK Albums Chart) | 4         |